# グラント・アレン
グラント・アレン（Charles Grant Blairfindie Allen, 1848年2月24日 - 1899年10月25日）はカナダ生まれのイギリスの作家・自然科学者。

## 生涯
カナダのオンタリオ州キングストンに生まれ、アメリカの学校を卒業後、母国イギリスに戻りオックスフォード大学を卒業。科学者として論文『サングラスを通して』を発表し、文筆活動に入る。代表作のミステリー『アフリカの百万長者』ほか100冊を越す小説・論文・評論を発表した。

## 主な著作

### 推理小説
- An African Millionaire (1897年)：チャールズ・ヴァンドリフト卿が毎回、変装した詐欺師クレイ大佐にだまされる[2]連作短編集。『アフリカの百万長者』[3]。
- Miss Cayley's Adventures (1899年)：短編集。『ミス・ロイス・ケイリーの冒険』。
- A Woman with Great Tenacity of Purpose (1900年)：『看護婦ヒルダ・ウェイド』(ヒルダ・ウェード　―目的のためには決してくじけない女性の物語―)。最終回は、著者の急逝により、アーサー・コナン・ドイルによって書き継がれた。

### ＳＦ小説
- The British Barbarians (1895年)：未来から来た時間旅行者の視点で、英国社会を風刺した小説。『英国の野蛮人』。

### 論文集
- In All Shades (1886年)：当時の英国社会に関する評論。『サングラスを通して』。